# Фулбрайт, Джеймс Уильям
Джеймс Уильям Фулбрайт (англ. James William Fulbright; 9 апреля 1905 — 9 февраля 1995) — американский сенатор. Основатель программы Фулбрайта.

## Биография
Родился 9 апреля 1905 года в Самнере, Миссури. В 1906 году его семья переехала в Фейетвилл, Арканзас.
Окончил Университет Арканзаса в 1925 году, Оксфордский университет в 1928 году и Университет Джорджа Вашингтона в 1934 году.
В 1942 году был избран в конгресс США. В 1944 году стал сенатором. В 1949 году стал членом Комитета сената по международным отношениям. С 1959 по 1974 год был председателем данной комиссии. В годы Второй мировой войны содействовал созданию ООН (в 1943 году Конгрессом принята т. н. резолюция Фулбрайта, по которой было одобрено участие США в этой организации).
Голосовал за ввод войск во Вьетнам (см. Тонкинская резолюция).
Был инициатором создания программы международного обмена, которая названа его именем (Программа Фулбрайта).